# Аеропорт Шереметьєво (станція)
Аеропорт Шереметьєво -— тупикова залізнична станція Московської залізниці поруч з терміналами D, E, F аеропорту Шереметьєво. Знаходиться на тупиковому відгалуженні від головного ходу Савеловського напрямку Московської залізниці від станції Лобня в районі платформи Шереметьєвська. Входить до Московсько-Смоленського центру організації роботи залізничних станцій ДЦС-3 Московської дирекції управління рухом. За основним характером роботи є проміжною, за обсягом роботи віднесена до 4 класу.
Адміністративно знаходиться у міському окрузі Хімки Московської області. До 2011 року ця територія була спірною між Москвою (Молжаниновський район) і Московською областю.
Відкрита 10 червня 2008 року для пасажирських операцій.

## Пасажирське сполучення
На станції дві острівні пасажирські платформи, що знаходиться на естакаді під навісом, прохід з терміналів аеропорту через турнікети. Біля платформ три тупикових колії, залишено заділ для ще однієї колії.
Час руху від Білоруського вокзалу — 35 хвилин. Є можливість покупки квитка як у касира, так і в автоматі з продажу квитків. Працюють тільки Аероекспреси з Білоруського вокзалу підвищеної комфортності.
Раніше працювали також Аероекспреси з Савеловського вокзалу. У 2010 році також призначалися неекспресні електропоїзди з Савеловського вокзалу для вивезення співробітників аеропорту через ремонт шляхопроводу 24 км на Ленінградському шосе. З 12 по 23 липня 2010 року працювали звичайні електропоїзди з усіма зупинками, з 26 липня замінені на потяги Аероекспрес за подвійною ціною з пропуском частини зупинок. У жовтні 2010 року скасовані.

## Сполучення з терміналами аеропорту
Платформи станції через однорівневий перехід безпосередньо сполучені з терміналом E аеропорту. Далі можливий прохід через термінал Е до терміналів D, F. Для проїзду до термінала C використовується шаттл. Також між терміналами курсують автобуси Мосгортранс.